# The Biological Bulletin
The Biological Bulletin est une revue scientifique à comité de lecture consacrée à la biologie. Elle a été créée en 1897 par Charles Otis Whitman et William Morton Wheeler sous le nom de Zoological Bulletin. Elle a pris son nom actuel en 1899, en même temps que sa production était transférée au Laboratoire de biologie marine de Woods Hole, dans le Massachusetts. Son  rédacteur en chef est Kenneth M. Halanych.
The Biological Bulletin est indexé par plusieurs services bibliographiques, notamment Index Medicus, MEDLINE, Chemical Abstracts, Current Contents, BIOBASE et Geo Abstracts. Il publie six numéros par an. La totalité de son contenu est en accès libre un an après sa publication. Selon le Journal Citation Reports, son facteur d'impact était de 2.47 en 2010.